# پارتینگتون
latitudeپارتینگتونlongitudeپارتینگتون
پارتینگتون (به انگلیسی: Partington) یک شهرک در بریتانیا است که در انگلستان واقع شده‌است.

## خصوصیات
پارتینگتون ۷٬۳۲۷ نفر جمعیت دارد.